# Asellia arabica
Asellia arabica (Азелія арабська) — вид кажанів родини Hipposideridae.

## Опис
Кажан малих розмірів, з довжиною передпліччя між 43,1 і 46,5 мм.
Спинна частина від бежевого до світло-коричнево-сірого кольору, з відтінком жовтого або блідо-іржавого кольору, а черевна частина дещо світліша. Крилові мембрани світло-буро-сірі. Хвіст злегка виступає за межі хвостової мембрани, яка розвинена слабо.

## Середовище проживання
Цей вид поширений у південній частині Аравійського півострова, пд.-сх. Ємену до пд.-зх. Оману, тобто близько 650 км прибережної зони.

## Поведінка
Харчується комахами.